# Großsteingräber bei Reddereitz
Die Großsteingräber bei Reddereitz sind drei Grabanlagen der jungsteinzeitlichen Trichterbecherkultur im zur Gemeinde Clenze gehörenden Ortsteil Reddereitz im Landkreis Lüchow-Dannenberg (Niedersachsen). Sie tragen die Sprockhoff-Nummern 736, 737 und 738.

## Lage
Die Gräber 1 und 2 liegen etwa 500 m südlich der Ortsmitte von Reddereitz am Klosterberg in einem Waldstück nahe dem Findlingspark. Grab 2 befindet sich 170 m östlich von Grab 1. Grab 3 liegt 620 m südöstlich von Grab 2 auf der anderen Seite des Findlingsparks.

## Beschreibung

### Grab 1

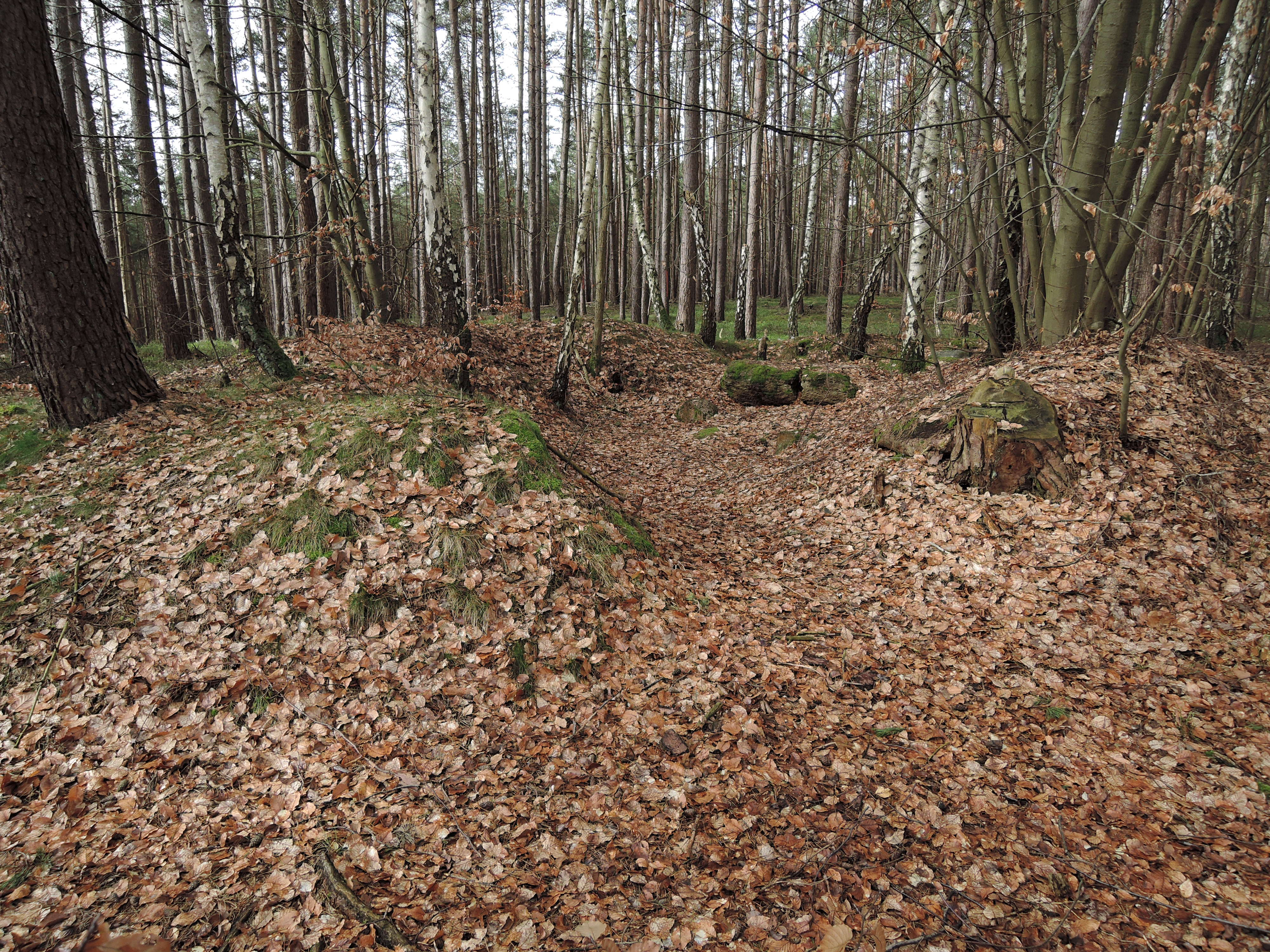
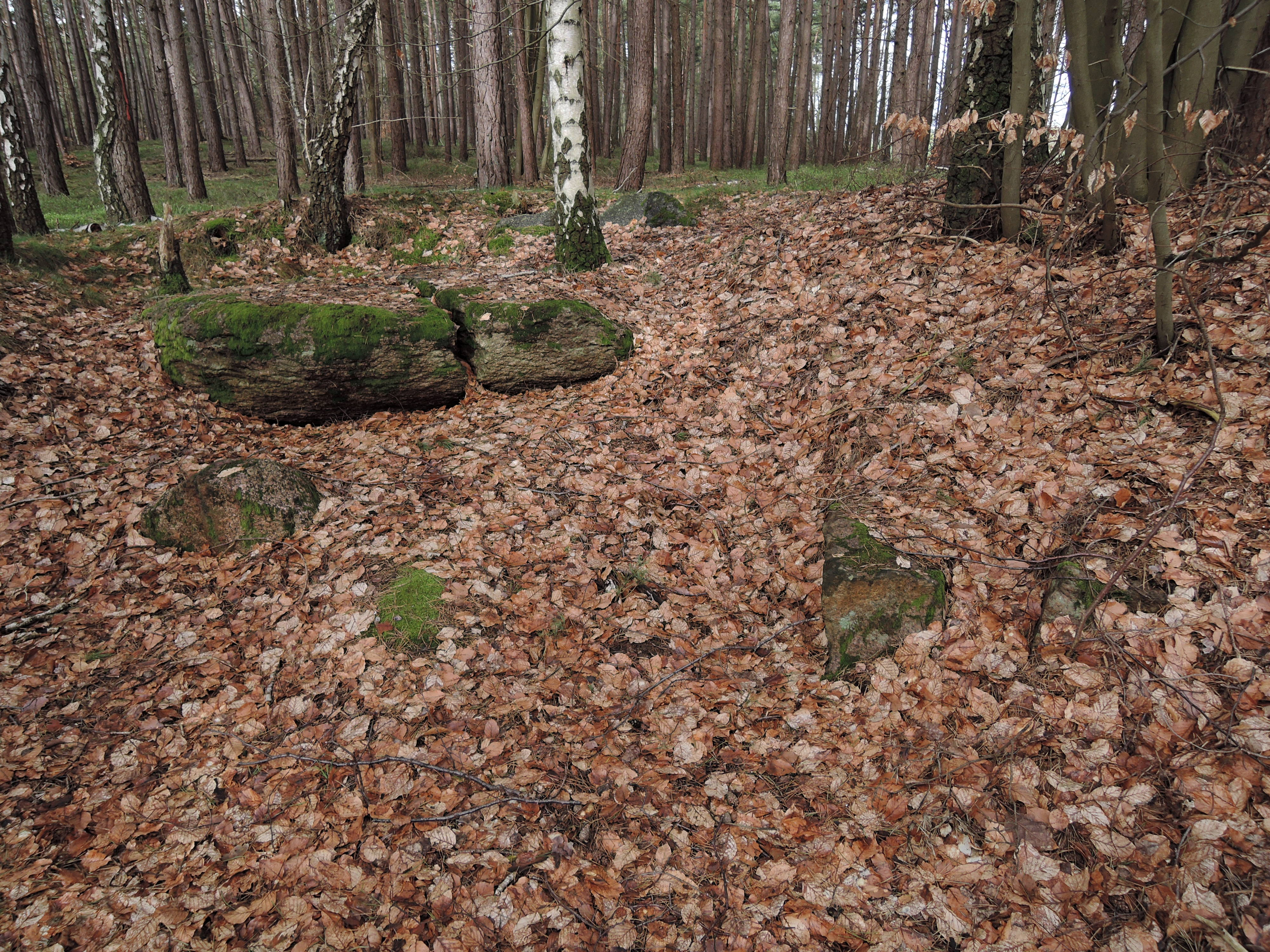
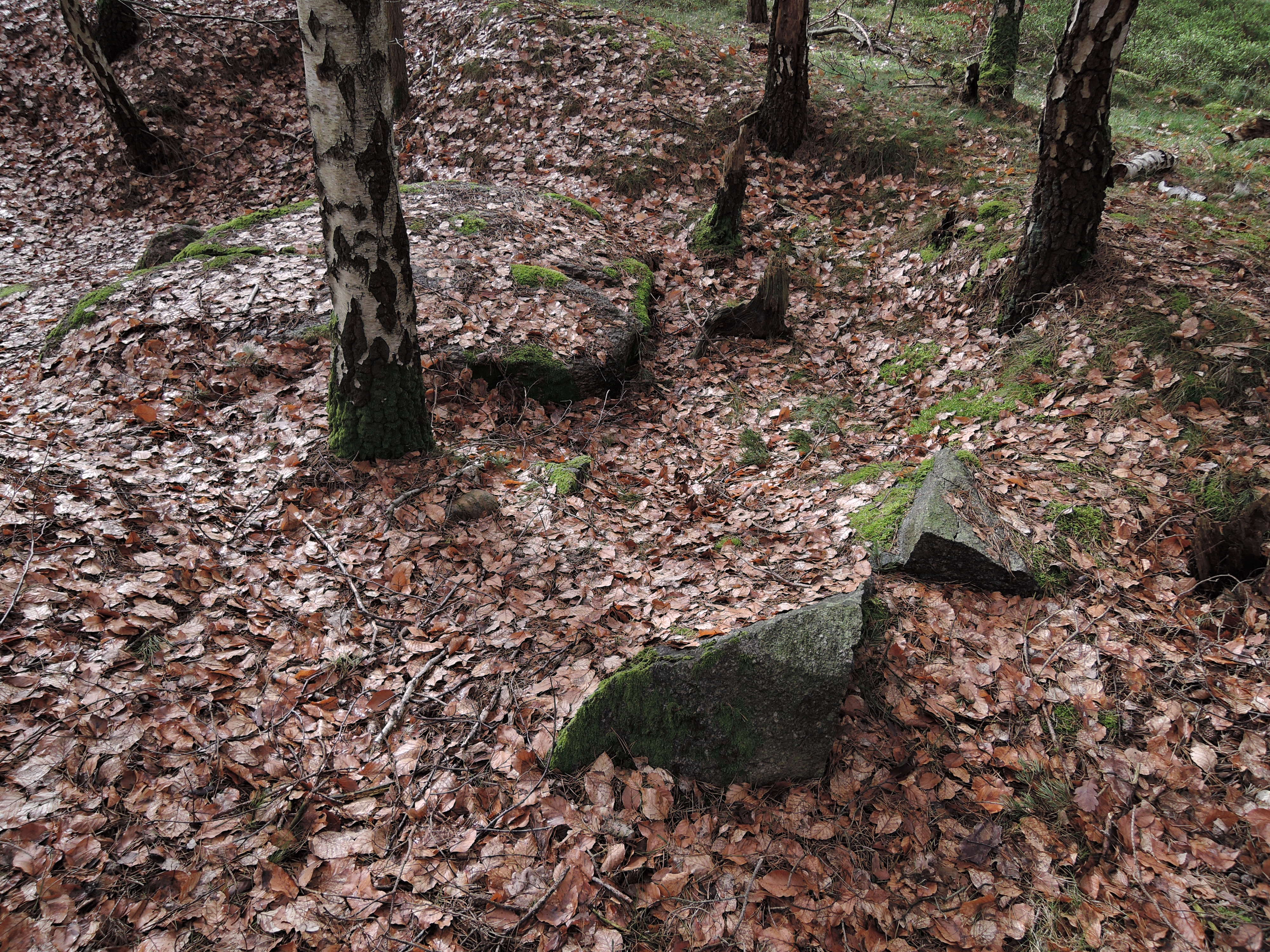
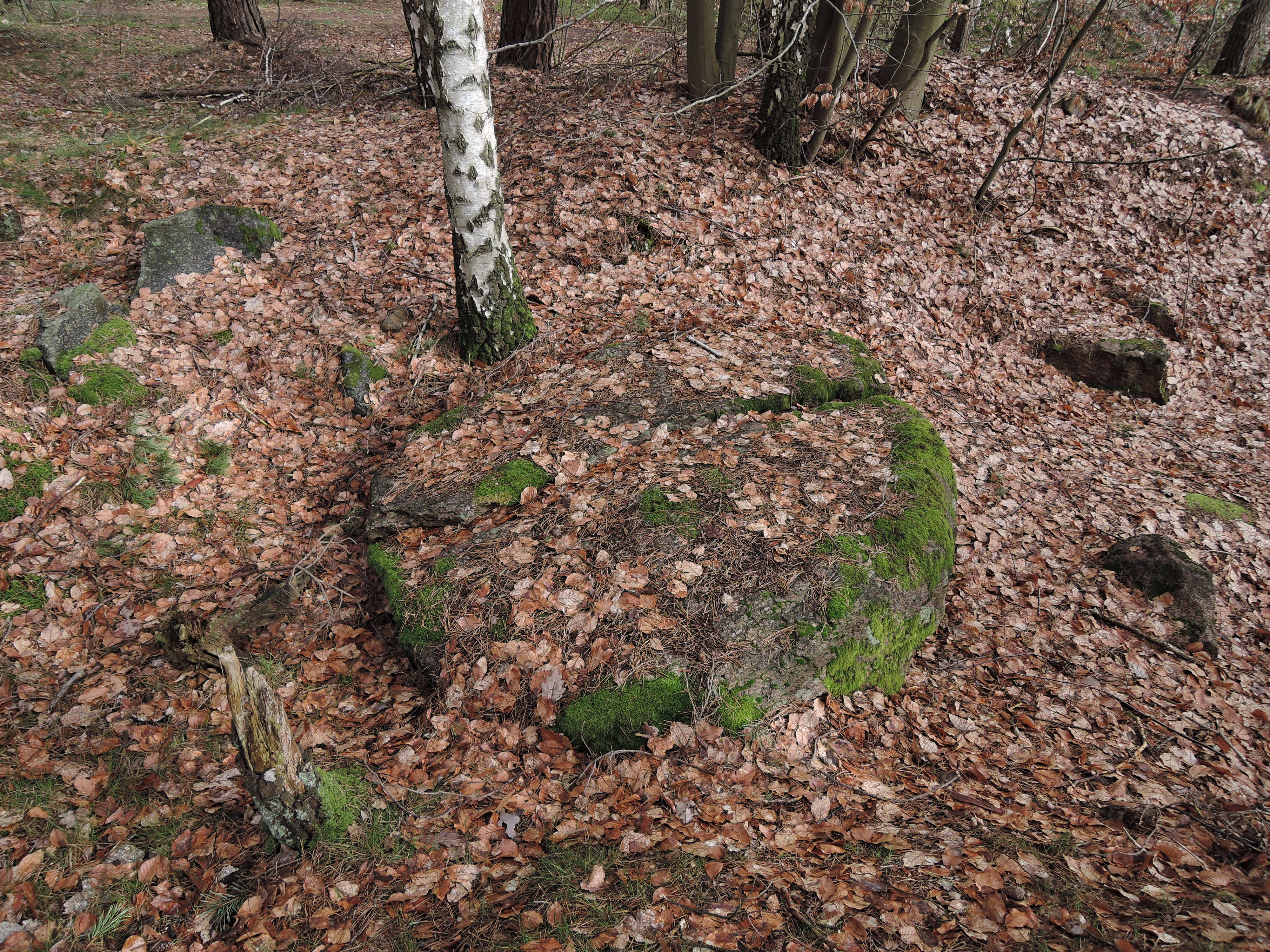

Das Grab besitzt eine runde Hügelschüttung mit einem Durchmesser von 15 m. In der Mitte des Hügels befindet sich eine Eingrabung, aus der ein vollständig erhaltener Stein und das Bruchstück eines weiteren Steins herausragen. Bei beiden dürfte es sich um Decksteine handeln. Eine Aussage über das genaue Aussehen der Grabkammer ist nicht möglich.

### Grab 2

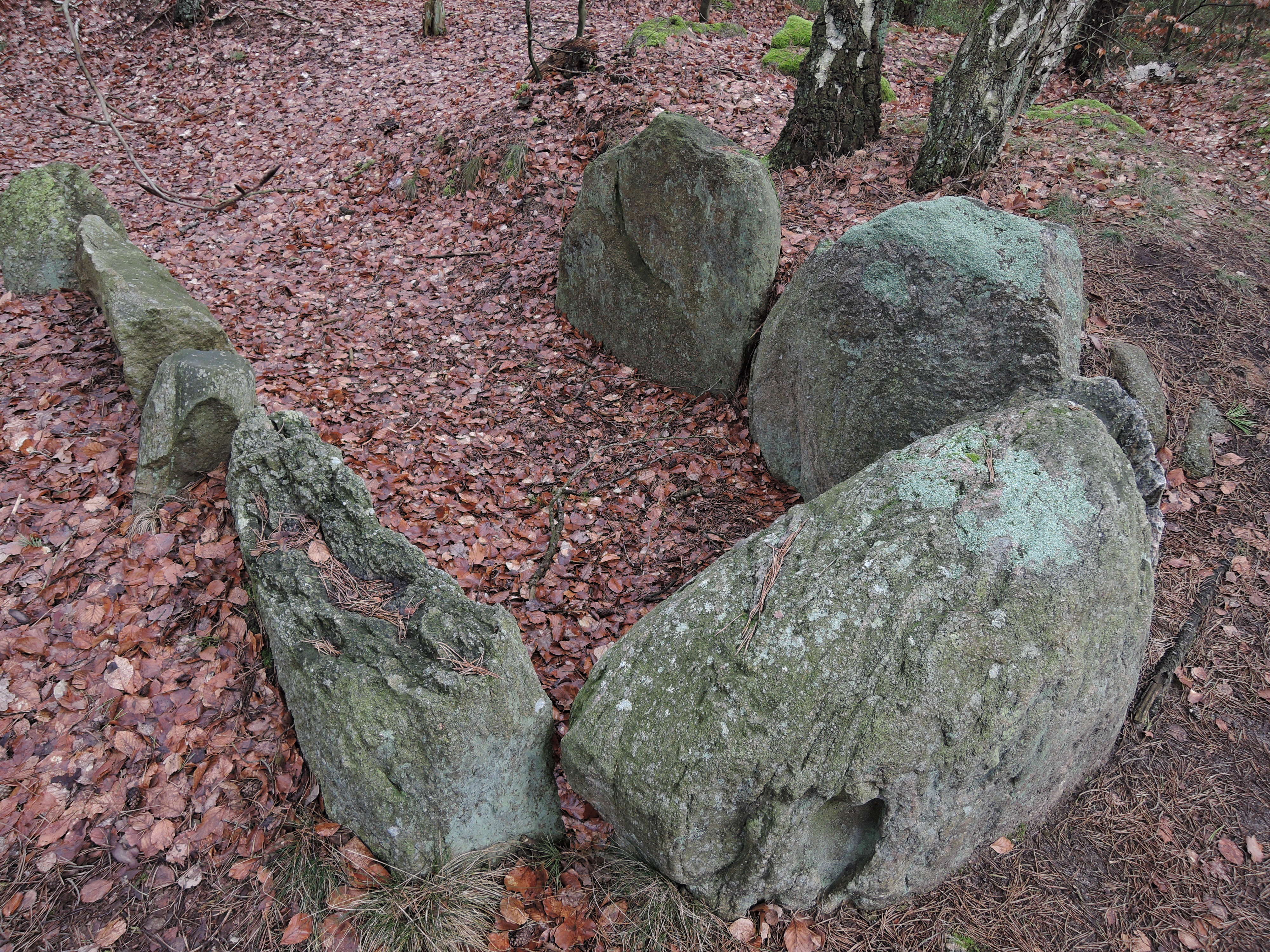
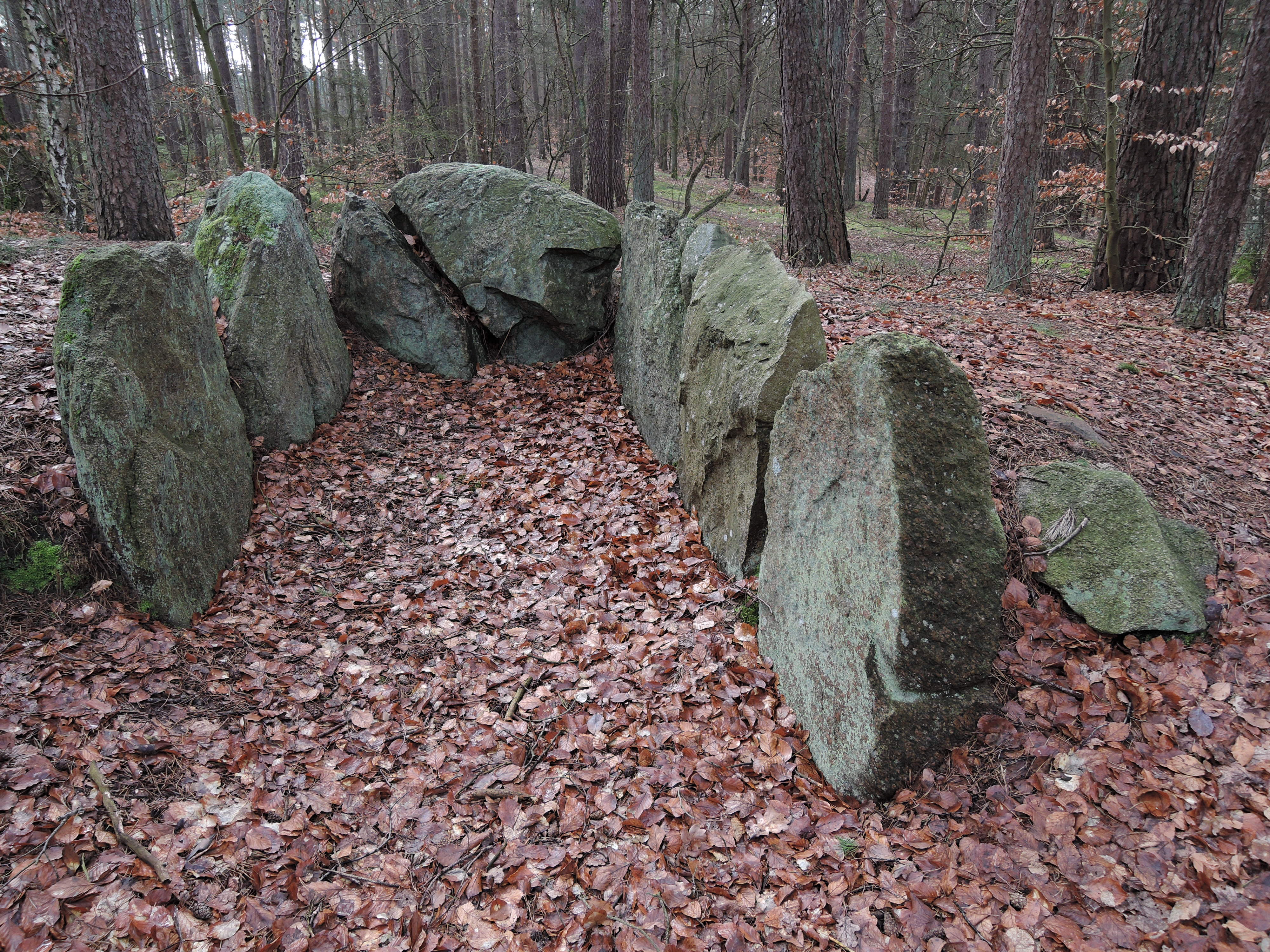
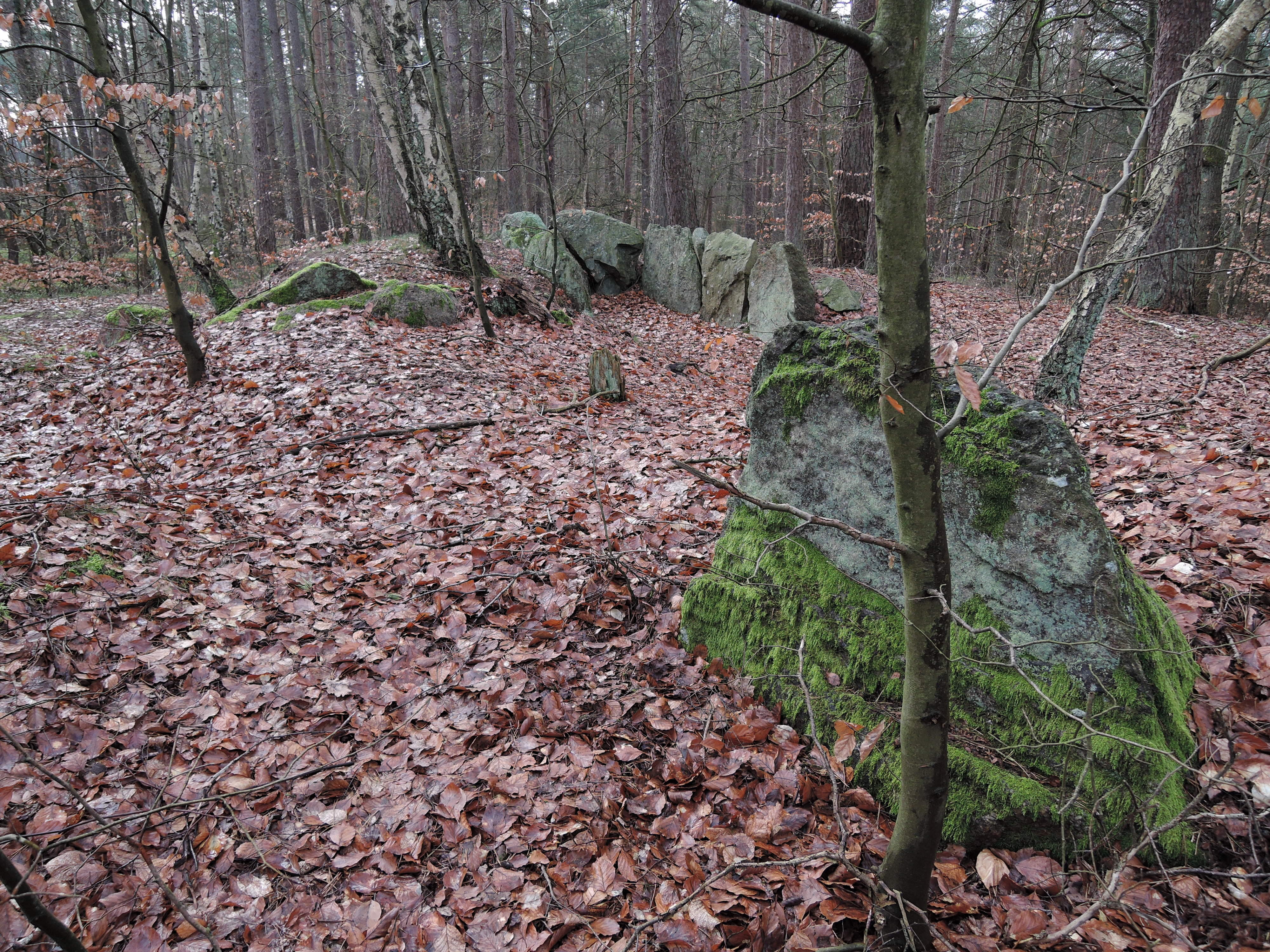
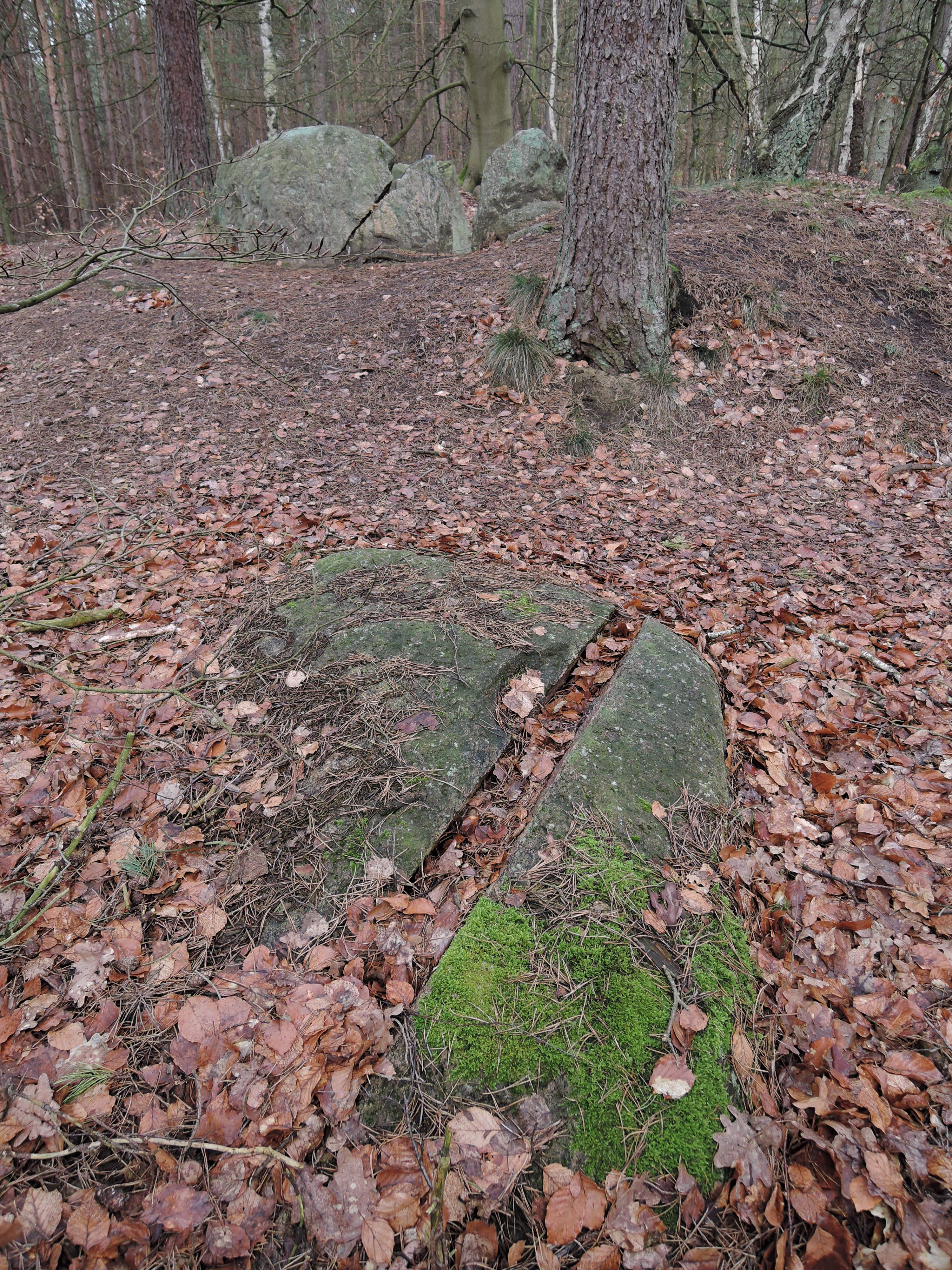

Grab 2 besitzt ein nordwest-südöstlich orientiertes Hünenbett mit einer erhaltenen Länge von 20 m. Die Hügelschüttung erreicht eine Höhe von 1 m. 1912 erfuhr die Anlage Zerstörungen in größerem Ausmaß. Bei einer 1929 durchgeführten Dokumentation standen an der nordöstlichen Langseite noch vier Umfassungssteine, davon aber nur einer in situ, die anderen waren nach außen umgekippt. Die Grabkammer war nur sehr unvollständig erhalten. Zwei Wandsteine der nordöstlichen Langseite standen noch in situ. Die beiden gegenüberliegenden Wandsteine und der Abschlussstein der südöstlichen Schmalseite waren umgekippt. Zwei weitere Wandsteine lagen in einiger Entfernung in nördlicher Richtung. Ein Deckstein war nach Osten verschleppt worden. 1939 fand bei diesem Grab eine Ausgrabung statt, in deren Anschluss eine Rekonstruktion des Südostteils der Grabkammer erfolgte. Hierbei wurden die umgefallenen Steine wieder aufgerichtet und ein etwas abseits liegender Stein unmittelbar an die beiden Wandsteine der südwestlichen Langseite herangerückt.

### Grab 3

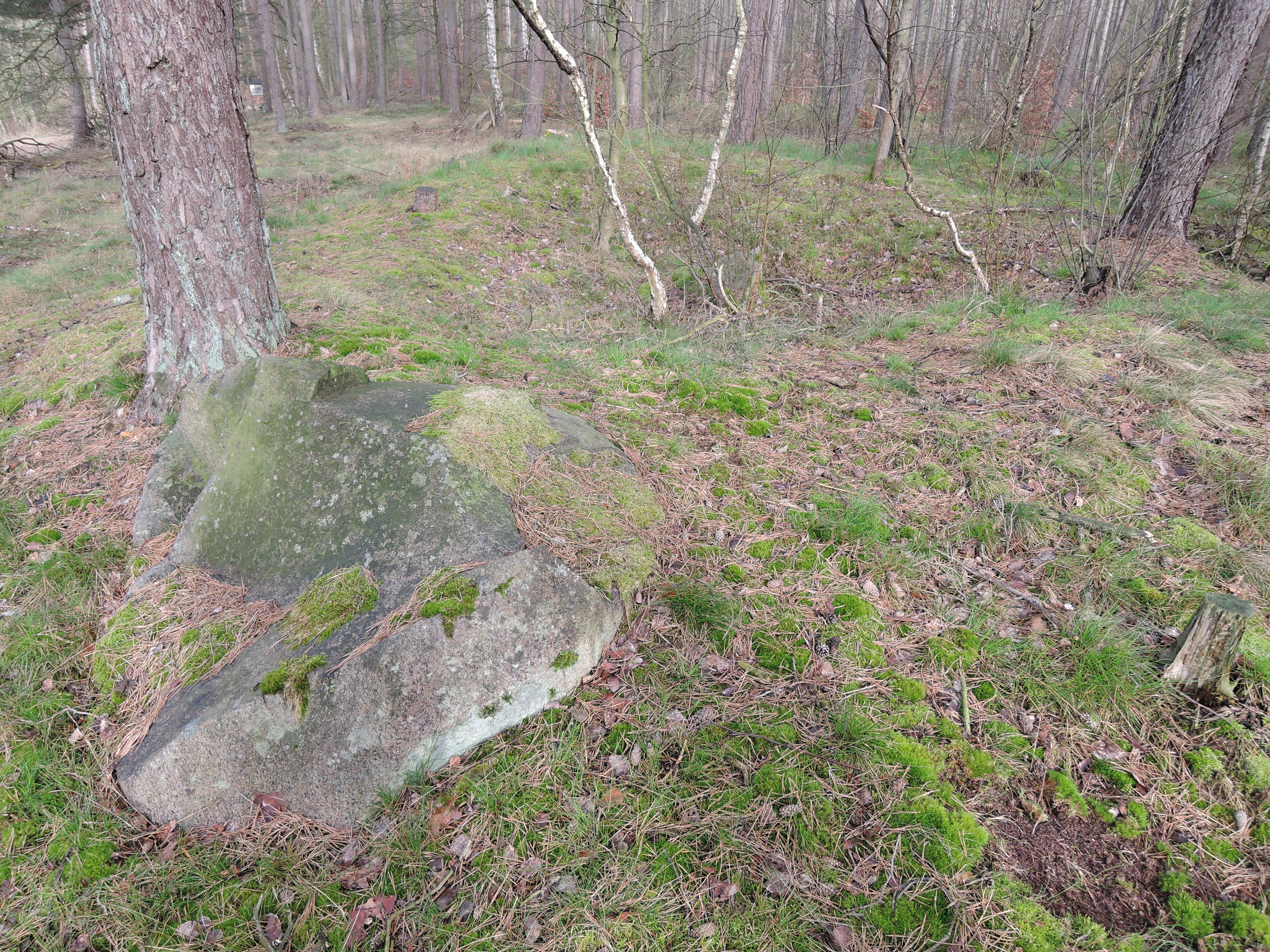
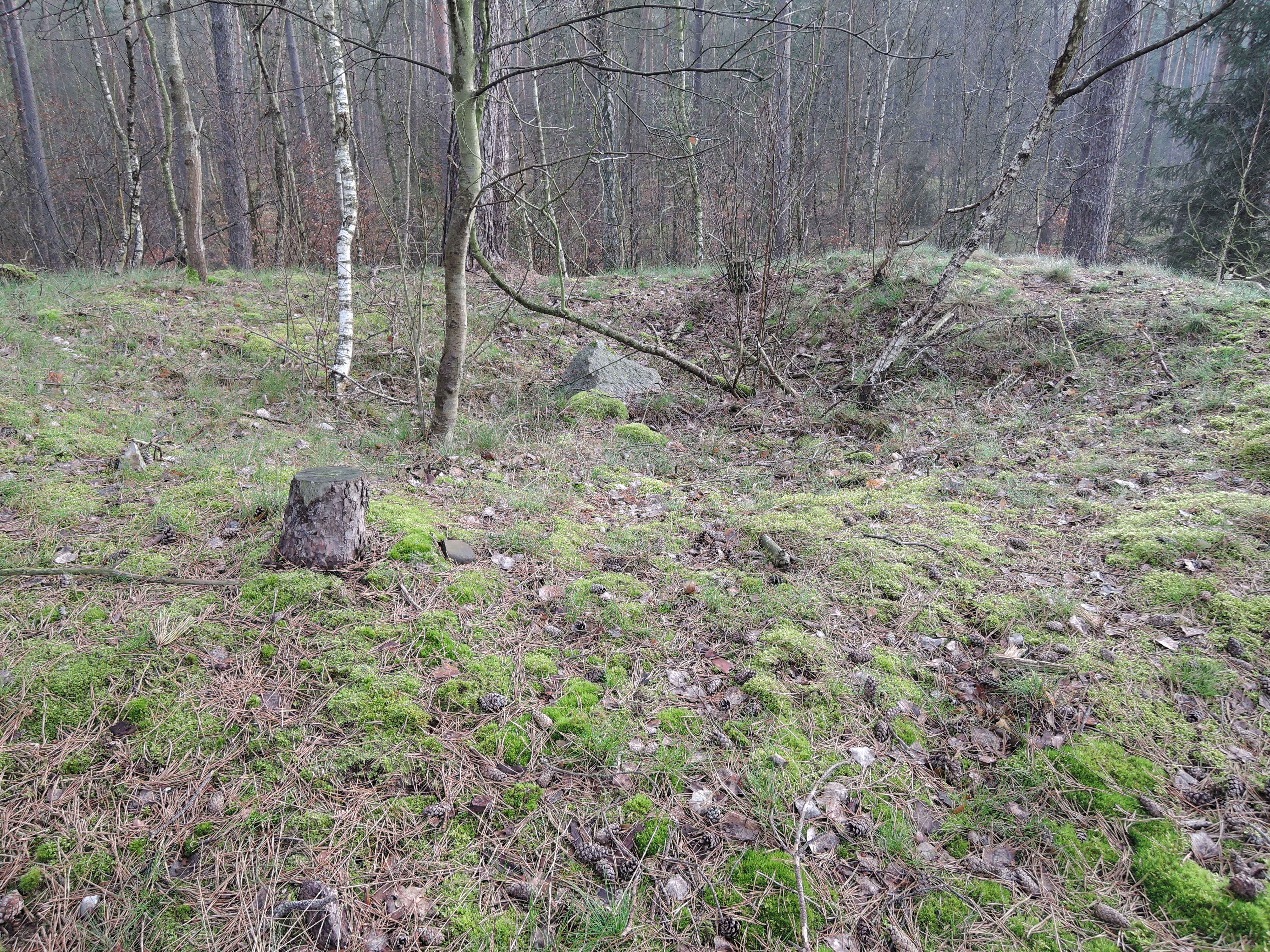
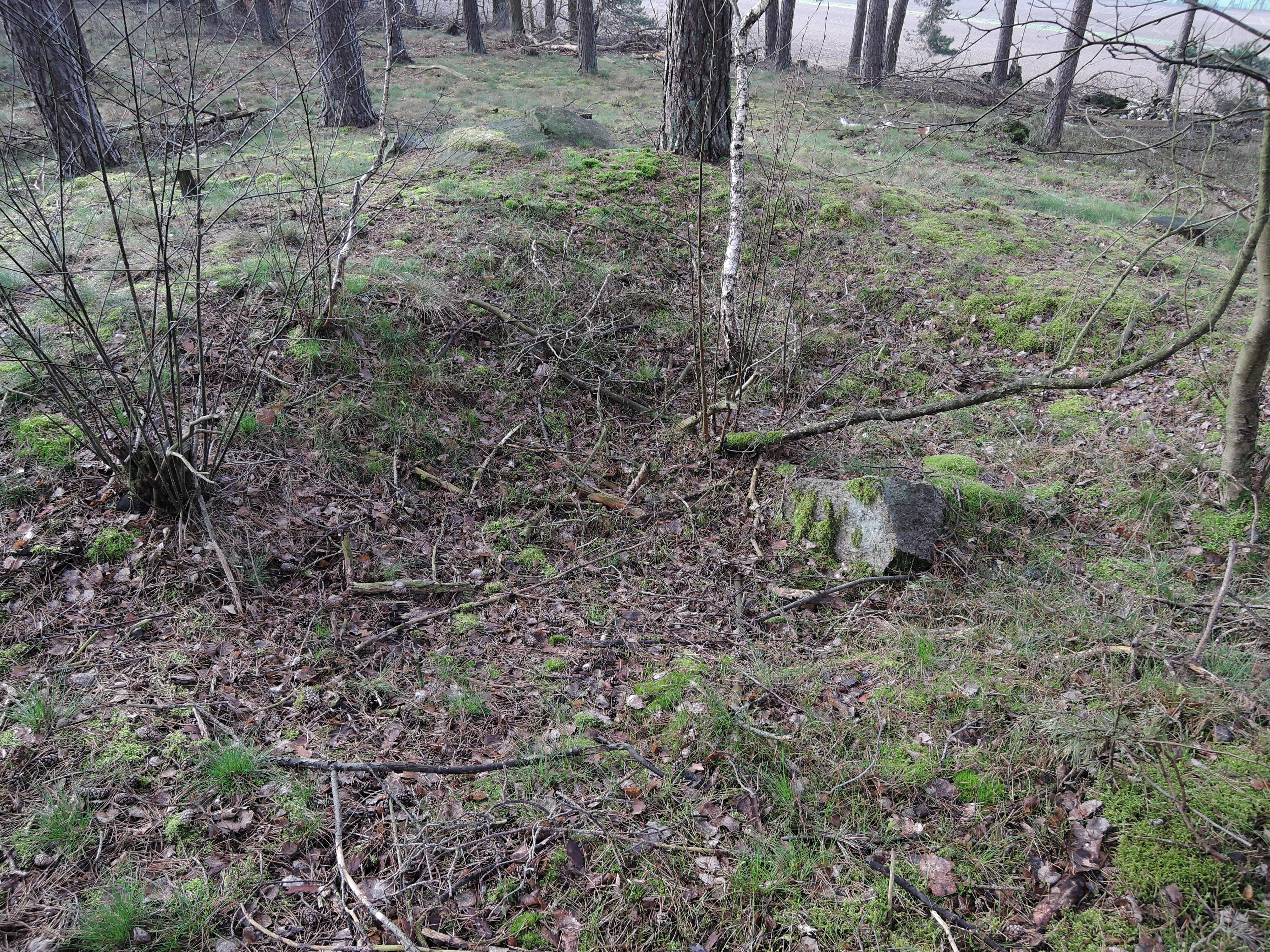
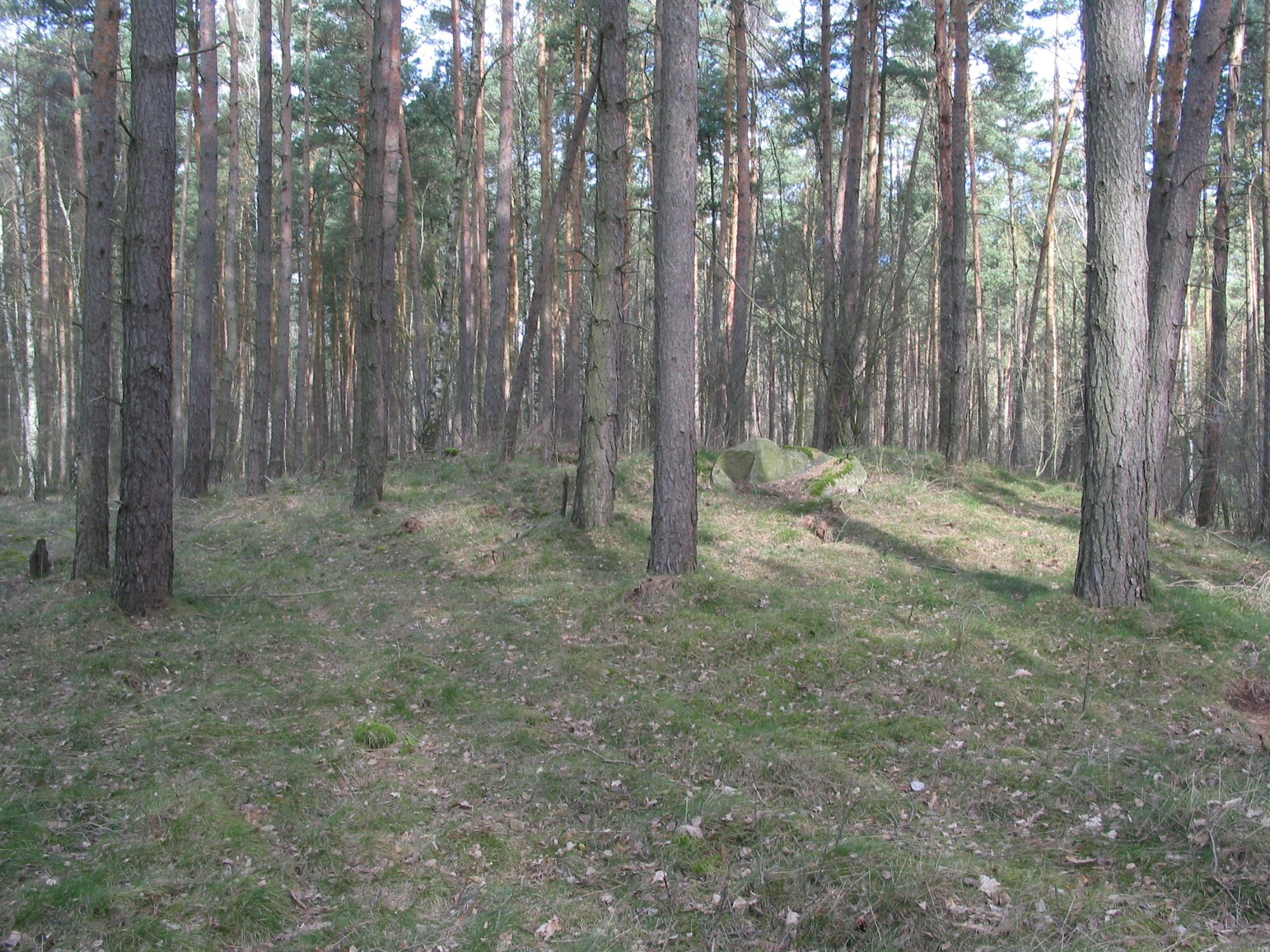

Das dritte Grab wurde 1929 durch Hermann Schroller beschrieben, konnte aber später nicht wiedergefunden werden. Es besitzt eine nordwest-südöstlich orientierte Hügelschüttung mit einer Länge von 29 m und einer Breite von 13 m. Die maximale Höhe des Hügels beträgt 1 m. In seiner Mitte liegt ein Sattel, aus dem drei Steine ragen, von denen zumindest einer wohl ein Deckstein ist.